# Lo mein

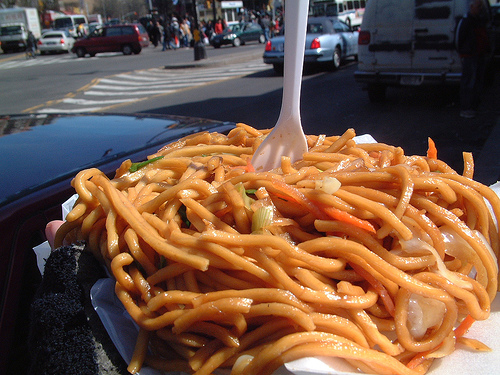
Lo mein.

Lo mein (Chino simplificado: 捞面; Chino tradicional: 撈麵/撈麪; pinyin: lāo miàn) es un plato chino basado en la técnica stir-fried de fideos de harina. A menudo contiene verdura y algunas porciones de carne o marisco, generalmente ternera, pollo, cerdo, o gambas. Lo mein es un plato de fideos suave que forma parte del chow mein (un plato de fideos al estilo crispy). El 'lo mein' es muy similar a la versión de la cocina japonesa de los fideos al estilo stir-fried, conocidos como: yakisoba. Muchos fideos instantáneos provienen del japonés yakisoba y se acoplan al lo mein.

## Variantes
En los restaurantes estadounidenses de comida china, el lo mein es muy popular como una comida take-out. En estos locales los fideos de Lo mein se aliñan con salsa marrón (salsa elaborada con salsa soja, almidón, azúcar y otros ingredientes), zanahorias, col, cebollas, y gambas, cerdo asado, ternera, o pollo.